# Jerzy Lutowski
Jerzy Lutowski (n. 23 iunie 1918 sau 1923, Liov – d. 3 ianuarie 1985, Paris) a fost un prozator, dramaturg și scenarist de film polonez.

## Biografie
S-a născut, potrivit cărții Literatura polska. Przewodnik encyklopedyczny („Literatura poloneză. Ghid enciclopedic”), la 23 iunie 1923 în orașul Liov. Acestă dată este gravată pe piatra sa funerară, dar cu toate acestea nu este sigură. Dicționarul Współcześni polscy pisarze i badacze literatury („Scriitori și cercetători literari polonezi contemporani”) menționează data de 23 iunie 1918, pe baza cercetării personale realizate de un membru al Uniunii Scriitorilor Polonezi în 1951.
În 1938 a început studii medicale la Universitatea „Ioan Cazimir” din Liov. În septembrie 1939 a luptat ca voluntar pentru apărarea Liovului, apoi a lucrat într-un spital militar. Începând din 1941 a realizat munci fizice: în atelierele auto din Liov, ca muncitor feroviar la Gara de Vest a Varșoviei. După ce a fost transferat la Varșovia, a făcut parte din mișcarea de rezistență Armia Krajowa. A luat parte la Revolta din Varșovia ca membru al companiei sanitare a batalionului „Kiliński”.
După război și-a completat studiile la Facultatea de Medicină a Universității „Maria Curie-Skłodowska” din Lublin (1945–1949), obținând calificarea de medic. A debutat în 1945 ca publicist în ziarul Rzeczpospolita din Lublin și a publicat prima sa piesă de teatru în 1950. A fost preocupat în scrierile sale de chestiunile morale, precum și de conflictele socio-politice și morale din Polonia postbelică. În perioada 1957–1964 a fost director artistic al studioului de film „Czołówka”. A făcut parte din Asociația Cineaștilor Polonezi. A fost decorat cu Crucea de Merit de aur în 1952, cu Crucea de Cavaler a Ordinului Polonia Restituta în 1956 și mai târziu cu Crucea Revoltei din Varșovia.
Începând din 1966 a lucrat ca medic la Clinica de Gastroenterologie și Boli Metabolice din Varșovia. A fost președintele Uniunii Scriitorilor Medici Polonezi (1970-1975 și 1980-1985) și vicepreședinte al Uniunii Mondiale a Scriitorilor Medici (1973-1985).
A murit la 3 ianuarie 1985 (după altă sursă, la 4 ianuarie 1985) la Paris și a fost înmormântat în Cimitirul Militar Powązki din Varșovia (secțiunea B/21 (5/11)).

## Opera literară
Proză:
- Próba sił (1950)
- Wzgórze 35 (1951)
- Drzwi pancerne „B” (1952)
- Kret (1954)
- Ostry dyżur (1956)
- Szkoła dobroczyńców (1957–1965)
- Ostatni po Bogu (1968)

Piese de teatru:
- Sprawa rodzinna (1952)
- Ostry dyżur (1955)
- Czarna Mańka (1959; în colaborare cu Jerzy Waldorff, muz. Zbigniew Turski)
- Okulary (1961)

Scenarii de film:
- Cena barykady (1958; nerealizat, publicat în același an în volumul sub același titlu)
- Pociąg (1959; în colaborare cu Jerzy Kawalerowicz)
- Czerwone berety (1962; adaptarea nuvelei Pół godziny przyjaźni de Albin Siekierski)
- Ostatni po Bogu (1968)
- Pan Wołodyjowski / Przygody pana Michała (1969; în colaborare cu Jerzy Hoffman, adaptarea romanului Pan Wołodyjowski de Henryk Sienkiewicz)

Varia:
- textul cântecului W stepie szerokim (Pieśń o Małym Rycerzu) (1969; muz. Wojciech Kilar)
- Teatrzyk „Ildeforma” (1971; ciclu de schițe satirice publicate în Polityka)

## Premii și decorații

### Decorații
- 1952 - Crucea de Merit de aur[5][6]
- 1956 - Crucea de Cavaler a Ordinului Polonia Restituta[5][6]
- fără dată, după 1981 - Crucea Revoltei din Varșovia (Warszawski Krzyż Powstańczy)[5]
- 1972 - Insigna de aur a Sindicatului lucrătorilor din domeniul sănătății

### Premii
- 1952 - Premiul companiei Film Polski pentru scenariul filmului Drzwi pancerne „B”
- 1955 - premiu pentru piesa de teatru Kret la Concursul de Artă Contemporană[4]
- 1968 - premiul ministrului apărării naționale, cl. a III-a, pentru filmul Ostatni po Bogu[5][6]
- 1969 - premiul ministrului culturii și artei, cl. I pentru filmul Pan Wołodyjowski[5][6]